# محافظة بوليخاماسي
 محافظة بوليخاماسي (لاو:ບໍລິຄໍາໄຊ) و(بالإنجليزية: Bolikhamsai)‏ هي محافظة تابعة لجمهورية لاوس الديموقراطية الشعبية تقع في
وسط لاوس تم تأسيس المحافظة في عام 1983 م تشكلت المحافظة من أجزاء من محافظة خامواني ومحافظة فيينتيان هناك مشهد الحجر الجيري الذي يزعم أنه أكبر مشهد من نوعه في جنوب شرق آسيا.

## التقسيمات الإدارية
- تنقسم المحافظة إلى 6 تقسيمات إدارية كمقاطعات (بلديات)

| 1. مقاطعة بوليخانه 2. مقاطعة خامخيوث 3. مقاطعة باكادينج 4. مقاطعة باكسان 5. مقاطعة ثافاباث 6. مقاطعة فينجثونج |

## معرض صور

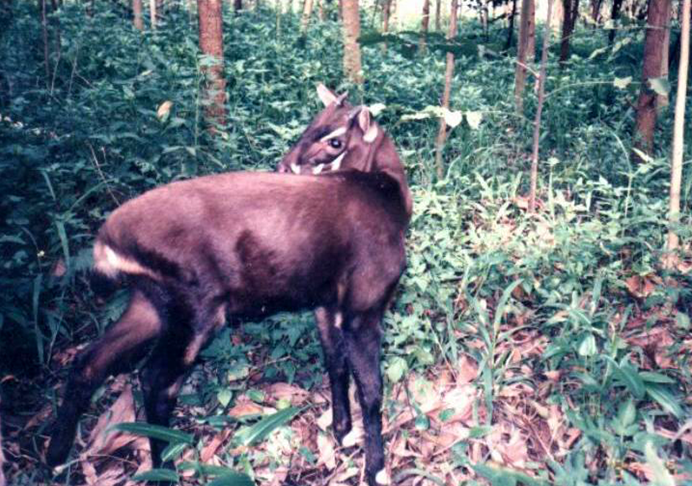
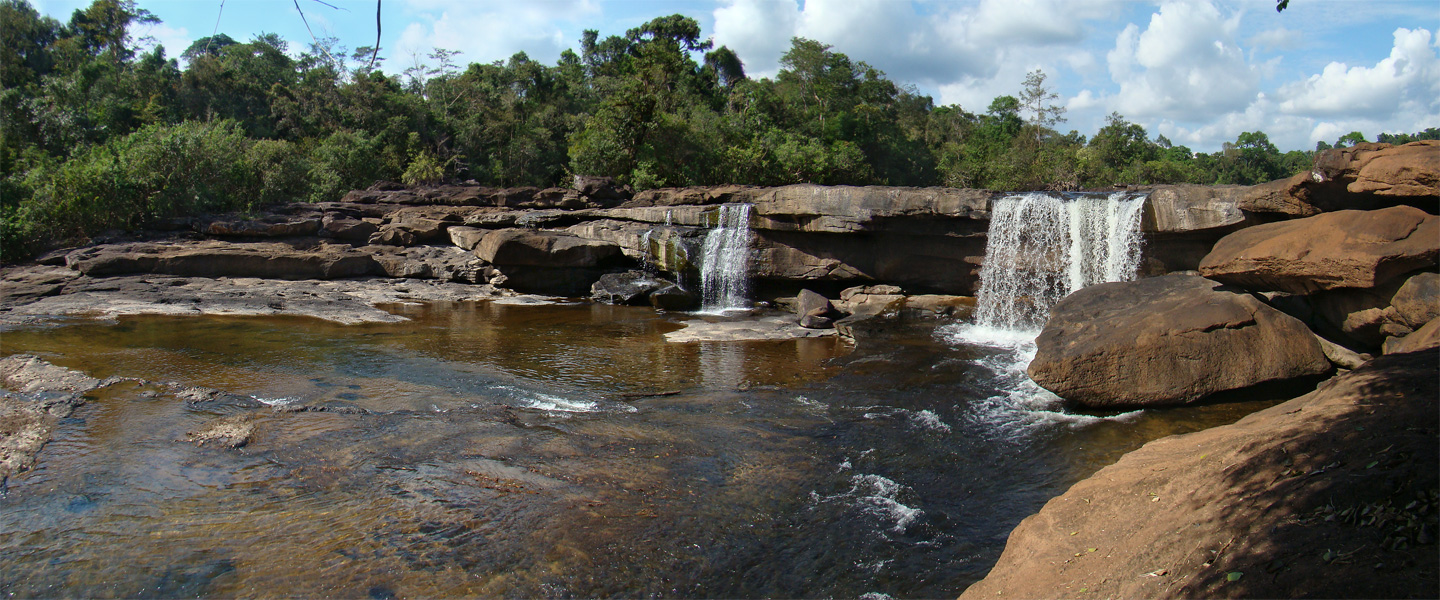
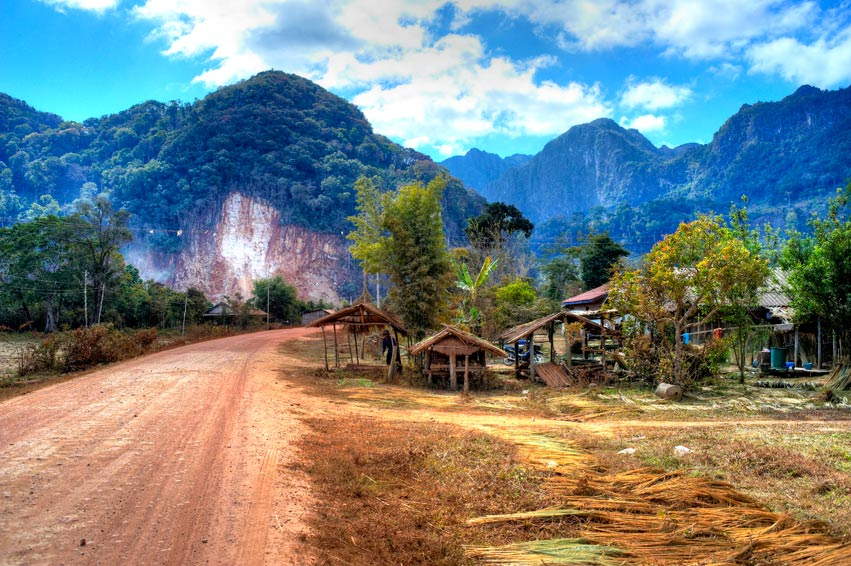